# USS Pike (SS-6)
L’USS Pike (SS-6) est un sous-marin de classe Plunger de l'United States Navy construit à partir de 1900 par Union Iron Works à San Francisco ; il est mis en service en 1903.

## Histoire
Le premier USS Pike (SS-6) était un sous-marin de la classe Plunger au service de la marine américaine, rebaptisé plus tard A-5.
La quille est posée le 10 décembre 1900 à San Francisco en Californie, par Union Iron Works, lancé le 14 janvier 1903, et mis en service le 28 mai 1903 au chantier naval de Mare Island avec le lieutenant Arthur MacArthur III (en) à son commandement.
Pike est en opération au Mare Island Navy Yard pendant plus de trois ans, principalement dans des rôles expérimentaux et de formation. Après le tremblement de terre et l'incendie qui a suivi à San Francisco le 18 avril 1906, les membres de l'équipage du Pike ont participé aux efforts de secours à la suite de la catastrophe.

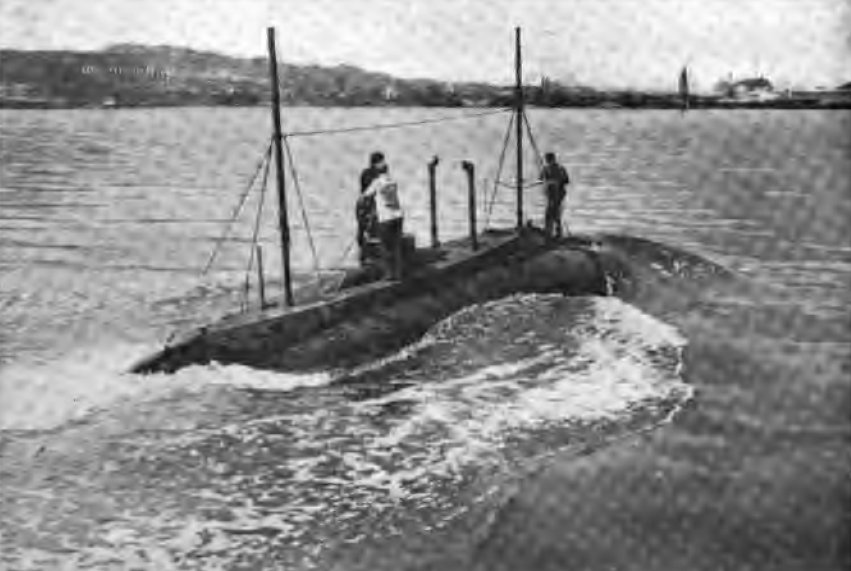
Le Pike en surface

Désarmé le 28 novembre 1906, le Pike est resté inactif jusqu'au 8 juin 1908, date à laquelle il a été remis en service pour des opérations locales avec l' United States Pacific Fleet, au large de la côte du Pacifique. Il est resté attaché à cette unité jusqu'en juin 1912. Le Pike est rebaptisé A-5 le 17 novembre 1911.
Le A-5 arriva au chantier naval de Puget Sound le 26 juin 1912, et fut placé en réserve deux jours plus tard. Après deux ans et demi d'inactivité, le A-5 fut chargé sur le charbonnier Hector le 15 février 1915 (son sister-ship A-3 fut chargé le lendemain). Le A-5 a fait le voyage jusqu'aux Philippines comme cargaison en pontée. Il est arrivé à Olongapo le 26 mars. Lancé le 13 avril, il est remis en service le 17 avril et affecté à la flotte asiatique.
Peu après l'entrée des États-Unis dans la Première Guerre mondiale, le A-5 coule alors qu'il est amarré au chantier naval de Cavite le 15 avril 1917 ; son naufrage est attribué à une lente fuite dans un ballast principal. Il a été renfloué le 19 avril et, après avoir été remis en état, il a repris le service actif. Comme ses navires-sœurs, il patrouillait les eaux au large de l'entrée de la baie de Manille pendant la guerre avec les empires centraux.
Le A-5, portant le numéro de coque alphanumérique SS-6 le 17 juillet 1920, fut désarmé le 25 juillet 1921. Destiné à servir de navire cible, il a été radié du registre des navires de guerre le 16 janvier 1922.